# St Mary's School, Ascot
St Mary's School Ascot es un centro educativo e internado para niñas en Ascot, Berkshire, Inglaterra. Pertenece a la Girls' Schools Association. Fue galardonada como «Escuela pública del año» en los premios anuales de Escuelas Tatler  de 2015. Ocupa el puesto número 1 en el Reino Unido por  The Daily Telegraph  en el 2018 GCSE s.

## Historia
St Mary's School fue fundada por el Instituto de la Santísima Virgen María (IBVM). La capilla de la escuela fue construida en 1885 y financiada por Cecilia Marshall, y la primera misa se celebró allí el 2 de julio de 1896. La Capilla está dedicada a Nuestra Señora de la Humildad y Santa Cecilia. Fue consagrada por el obispo John Baptist Cahill en 1906.
Desde 1984, ha sido administrada por el St Mary's School Ascot Trust. En 1998, la escuela tuvo su primera directora laica, Mary Breen. Solo queda un miembro del personal litúrgico, el padre Dermot, el capellán de la escuela.
En 2006, la escuela abrió su nuevo centro deportivo, llamado Orchard Center en honor a la familia católica de la cual los dos de la escuela
vinieron las directoras anteriores. El centro fue abierto por la bailarina Darcey Bussell. También se ha construido un Centro de Artes Escénicas llamado Rose Theatre. Se inauguró en abril de 2009.
En 2015, St Mary's se convirtió en la primera escuela en el Reino Unido en usar escáner digital en las venas para realizar un seguimiento de la asistencia de los alumnos.
En 2018, la escuela inauguró su nuevo patio del sexto superior (año 13): nuevas áreas de pensiones para niñas.

## Currículum
St Mary's ha tenido éxito en los exámenes GCSE y A Levels.
Estaba en la lista de las 100 mejores escuelas de The Independent para el 2012 según los resultados más recientes de los niveles A.
En 2018, la escuela de niñas alcanzó el 1.er lugar en el Reino Unido en función de sus resultados de GCSE con una tasa de 97.5% A * -A o 9-1, una de las cuatro escuelas que superó el 97% para los mejores grados, según el Consejo de Escuelas Independientes (ISC).